# Pădurea Iacobeni, Cluj
Pădurea Iacobeni este un sat în comuna Frata din județul Cluj, Transilvania, România.